# Сак (остров)
Сак или Ко Сак (тайск. เกาะสาก) — небольшой остров в Сиамском заливе на восточном побережье Таиланда, около острова Лан.

## География
Ко Сак имеет форму подковы, обращённой выпуклостью на юг. Относится к группе ближайших к Паттайе островов, к которым также относят острова Лан и Крок. Расположен примерно в 7,5 км от материка и примерно в 600 метрах к северу от острова Лан. Административно относится к ампхе Бангламунг, провинции Чонбури.
Длина острова — примерно 500 метров. Он холмистый и покрыт кустарником. Есть два холма высотой около 19 метров.
На северной и южной стороне острова имеется два песчаных пляжа. Северный пляж длиной 250 метров, находится в бухте острова и популярен для купания. Южный пляж всего 80 метров в длину. Оба пляжа соединены дорожкой. На острове есть инфраструктура и небольшой отель.

## Туризм
В первую половину дня к острову причаливают экскурсионные суда с туристами. Возле острова есть несколько коралловых рифов. Многие дайвинг-компании Паттайи осуществляют погружение именно здесь.
Паромного сообщения с островом нет. До острова можно добраться самостоятельно из Паттайи или с Ко Лана, арендовав катер или в рамках экскурсии.